# Dòng thời gian lịch sử tiến hóa của sự sống

Sự phát triển lên chi từ vây

Dòng thời gian lịch sử tiến hóa của sự sống liệt kê những sự kiện lớn trong dòng thời gian phát triển của sự sống trên Trái Đất. Để biết thêm chi tiết về các sự kiện này, xem Lịch sử Trái Đất, và niên đại địa chất. Thời gian liệt kê ở đây được ước tính dựa trên các chứng cứ khoa học.
Trong sinh học, tiến hóa là quá trình mà qua đó các sinh vật nhận được và truyền lại các đặc tính từ thế hệ này sang thế hệ khác. Việc diễn ra trong một thời gian rất dài của nó giải thích nguồn gốc của các loài mới và sự đa dạng của sinh giới. Các loài cùng thời nhau liên quan đến nhau bởi cùng gốc, sản phẩm của sự tiến hóa và sự hình thành loài qua hàng tỉ năm.
Trong các bảng dưới đây, thời gian được tính bằng Ma/Ka: Mega/Kilo annum, triệu/ngàn năm trước.

## Lịch trình cơ bản
Lịch trình cơ bản là một Trái Đất 4,6 tỉ năm tuổi, với xấp xỉ:
| Sinh vật/sự kiện | Thời điểm                                               |
| ---------------- | ------------------------------------------------------- |
| 3500 Ma          | Sinh vật nhân sơ                                        |
| 3000 Ma          | Sinh vật quang hợp                                      |
| 2000 Ma          | Sinh vật nhân chuẩn                                     |
| 1000 Ma          | Sinh vật đa bào                                         |
| 650 Ma           | Động vật đơn giản                                       |
| 570 Ma           | Động vật chân đốt (tổ tiên côn trùng, nhện và giáp xác) |
| 540 Ma           | Động vật có dây sống                                    |
| 500 Ma           | Cá và tổ tiên loài lưỡng cư                             |
| 475 Ma           | Thực vật đất liền                                       |
| 400 Ma           | Côn trùng và cây có hạt                                 |
| 370 Ma           | Động vật lưỡng cư                                       |
| 320 Ma           | Bò sát                                                  |
| 220 Ma           | Động vật có vú                                          |
| 150 Ma           | Chim                                                    |
| 130 Ma           | Cây có hoa                                              |
| 65 Ma            | Khủng long phi-điểu tuyệt chủng                         |
| 2,5 Ma           | Xuất hiện chi Người (Homo)                              |
| 200 Ka           | Loài người trông giống như ngày nay                     |
| 25 Ka            | Người tiền sử Neanderthals tuyệt chủng                  |

## Lịch trình chi tiết

### Liên đại Hỏa thành
| Sự kiện    | Thời điểm |
| ---------- | --- |
| 4567.17 Ma | Hành tinh Trái Đất hình thành từ một đĩa tiền hành tinh xoay tròn xung quanh Mặt Trời non trẻ. |
| 4533 Ma    | Theo giả thuyết vụ va chạm lớn thì hành tinh Trái Đất và hành tinh Theia đập vào nhau, tạo thành vô số vệ tinh quay theo quỹ đạo quanh Trái Đất non trẻ. Những vệ tinh này cuối cùng hợp nhất lại tạo nên Mặt Trăng. Lực hấp dẫn của Mặt Trăng mới làm ổn định trục quay vốn đang thay đổi của Trái Đất và tạo điều kiện cho việc hình thành sự sống. |
| 4100 Ma    | Nhiệt độ bề mặt của Trái Đất giảm đến mức lớp vỏ cứng lại. Khí quyển và các đại dương hình thành. |
| 4000 Ma    | Sự sống đầu tiên xuất hiện, có thể phát triển từ các phân tử tự sao RNA sống ở dưới nước. Sự tự sao của các sinh vật này cần đến các tài nguyên như năng lượng, không gian và các khối kiến tạo nhỏ hơn, sớm trở nên bị giới hạn do cạnh tranh. Chọn lọc tự nhiên khiến các phân tử này phải tự sao hiệu quả hơn. Các phân tử DNA sau đó đảm nhiệm nhiệm vụ tự sao chính. Chúng nhanh chóng phát triển bên trong một màng tế bào đóng trong đó cung cấp các điều kiện hóa lý ổn định hơn giúp chúng tự sao hiệu quả hơn: Tế bào nguyên thủy. Lúc này khí quyển không chứa bất kì oxy tự do nào. |
| 3900 Ma    | Late Heavy Bombardment: Tỉ lệ cao nhất của các sự kiện va chạm trên Trái Đất, Mặt Trăng, Sao Hỏa, Sao Kim và Sao Thủy bởi các tiểu hành tinh và sao chổi. Sự hỗn loạn liên tục này có thể đã kích thích sự sống tiến hóa (xem thuyết tha sinh). Người ta nghĩ rằng những va chạm này đã làm nước biển sôi lên và bốc hơi hoàn toàn nhưng sự sống vẫn phát triển. Tế bào giống sinh vật nhân sơ xuất hiện. Những sinh vật đầu tiên này là sinh vật tự dưỡng: Chúng sử dụng dioxide cacbon như là một nguồn cacbon và oxy hóa nguyên liệu vô cơ để sản ra năng lượng. Sau đó, sinh vật nhân sơ tiến hóa glycolysis, một loạt các phản ứng hóa học nhằm giải phóng năng lượng của các phân tử hữu cơ như glucose. Glycolysis tạo ra các phân tử ATP như là phân tử trao đổi năng lượng ngắn hạn, và ATP tiếp tục được sử dụng ở hầu hết các sinh vật, không đổi, cho đến ngày nay. |

### Liên đại Thái cổ
| Sự kiện | Thời điểm |
| ------- | --- |
| 3500 Ma | Thời gian sống của tổ tiên chung nhất cuối cùng; Sự phân chia giữa vi khuẩn và archaea diễn ra. Vi khuẩn phát triển các dạng nguyên thủy của quang hợp mà lúc đầu không sản ra oxy. Những sinh vật này tạo ra ATP bằng cách sử dụng proton gradient, một cơ chế vẫn còn được sử dụng ở hầu hết các sinh vật. |
| 3000 Ma | Vi khuẩn lam tiến hóa; chúng sử dụng nước như là tác nhân khử, do đó sản ra oxy như là rác thải. Oxy ban đầu oxy hóa sắt hòa tan trong đại dương, tạo ra quặng sắt. Sự tập trung oxy trong khí quyển dần dần tăng lên, là tác nhân có hại đối với vi khuẩn. Mặt Trăng vẫn rất gần Trái Đất và tạo ra thủy triều cao 1000 feet. Trái Đất liên tục bị tàn phá bởi gió bão. Những ảnh hưởng cực kì phức tạp này có thể đã giúp quá trình tiến hóa phát triển. (Xem Thảm họa oxy) |

### Liên đại Nguyên sinh
| Sự kiện     | Thời điểm |
| ----------- | --- |
| 2500 Ma     | Một vài vi khuẩn tiến hóa khả năng sử dụng oxy để lấy năng lượng hiệu quả hơn từ các phân tử hữu cơ như glucose. Hầu hết các sinh vật sử dụng oxy đều thực hiện một tập các phản ứng giống hệt nhau, chu trình Kerbs và phosphoryl hóa oxy hóa. Hiệu ứng "runaway icehouse" là kết quả của quá trình mũ băng hóa Huronian (2500–2100 Ma). |
| 2100 Ma     | Những tế bào phức tạp hơn xuất hiện: Sinh vật nhân chuẩn, họ hàng gần nhất của nó có thể là archaea. Sinh vật nhân chuẩn có rất nhiều cơ quan với nhiều chức năng khác nhau, có thể cùng phát triển từ sự tiến hóa tương trợ của quần xã cộng sinh của sinh vật nhân sơ. Ví dụ ấn tượng nhất là ti thể, sử dụng oxy để giải phóng năng lượng từ phân tử hữu cơ và tương tự với Rickettsia ngày nay. Rất nhiều sinh vật nhân chuẩn cũng đã có lục lạp, cơ quan bắt nguồn từ vi khuẩn lam và các sinh vật tương tự, lấy năng lượng từ ánh sáng và tổng hợp các phân tử hữu cơ. |
| 1200 Ma     | Sinh sản hữu tính tiến hóa, dẫn tới sự tiến hóa nhanh hơn. Trong khi phần lớn sự sống vẫn tồn tại ở đại dương và hồ, một số vi khuẩn lam có thể đã sống ở đất ẩm trong thời gian này. |
| 1000 Ma     | Sinh vật đa bào xuất hiện: ban đầu là tập đoàn tảo, và sau đó rong biển, sống ở đại dương. |
| 900 Ma      | choanoflagellate phát triển. Những sinh vật nguyên sinh này (protist) được xem là tổ tiên của toàn bộ giới (sinh học) động vật, và đặc biệt là tổ tiên trực tiếp của bọt biển: the choanocytes ("collar cells") của bọt biển (và một số ít nhóm động vật khác, như giun dẹp) có cùng cấu trúc cơ bản như choanoflagellates, và bằng chứng DNA cho thấy mối liên hệ gần gũi giữa chúng. Sinh vật hiện đại, loài proterospongia, bao gồm các choanoflagellates sống thành tập đoàn và cho thấy các tế bào nguyên thủy đã chuyên môn hóa cho các nhiệm vụ khác nhau, dường như rất giống với các loài tổ tiên mà đã nối lại khe hổng giữa choanoflagellates và bọt biển, và do đó giữa protozoa và tất cả các sinh vật đa bào. |
| 1000–750 Ma | Một trong những siêu lục địa đầu tiên ta từng biết, Rodinia, hình thành, và sau đó bị tách ra. |
| 950–780 Ma  | Kỷ băng hà ở kỷ Cryogen, một thời gian mũ băng hóa gần toàn cầu, với các giai đoạn chuyển biến qua lại giữa quả cầu tuyết Trái Đất và hiệu ứng nhà kính. |
| 900 Ma      | Có 481 ngày 18-giờ trong một năm. Sự quay của Trái Đất chậm dần đi chưa từng thấy. |
| 750–580 Ma  | Theo như giả thuyết Quả cầu tuyết Trái Đất, kỷ băng hà tiền Cambrian kỷ Cryogen nghiêm trọng tới mức đại dương của Trái Đất đóng băng hoàn toàn; chỉ ở vùng nhiệt đới nước biển còn ở dạng lỏng. Đây là đợt đóng băng lớn cuối cùng, và sau đó tiến hóa bắt đầu tăng tốc. |
| 600 Ma      | Bọt biển (Porifera), động vật đa bào sớm nhất, phát triển từ các tập đoàn tế bào. Bọt biển là động vật đơn giản và nguyên thủy nhất, có những mô khác nhau nhưng không có cơ, hệ thần kinh, cơ quan bên trong, hay khả năng vận động. Theo sau bọt biển, Cnidaria (sứa, v.v...), Connectora, và Khu hệ Ediacara xuất hiện ở đại dương. Cnidaria và Ctenophora là một trong những sinh vật sớm nhất có neuron, theo một dạng mạng lưới đơn giản, không có hệ thần kinh trung ương. Chúng có mô cơ (sinh học) và hệ tiêu hóa và miệng. Không giống bọt biển, những động vật này đã cấu tạo cơ thể từ các cơ quan (sinh học) và có sự đối xứng sinh học Giun dẹp (Platyhelminthes), động vật sớm nhất có não đơn giản và là động vật đơn giản nhất có đối xứng sinh học, phát triển. Chúng cũng là động vật đơn giản nhất có các cơ quan mà hình thành nên ba lớp phôi. Chúng vẫn không có các cơ quan với một hệ tuần hoàn thực sự hay hệ hô hấp. |
| 570 Ma      | Động vật chân đốt xuất hiện. Praecambridium là một trong những loài đầu tiên xuất hiện. |
|             | Lớp Ozone hình thành, cho phép những chuyến chinh phục lớn lên trên đất liền. Siêu lục địa thứ hai, Pannotia, hình thành, sau đó vỡ ra vào 540 Ma. |

### Liên đại Hiển sinh
542 Ma - hiện nay
Bao gồm ba thời kỳ:
- Đại Cổ Sinh (542 Ma - 251.0 Ma)
- Đại Trung Sinh (251.0 Ma - 65.5 Ma)
- Đại Tân Sinh (65.5 Ma - hiện nay)

#### Đại Cổ sinh
| Sự kiện    | Thời điểm |
| ---------- | --- |
| 542–530 Ma | Bùng nổ Cambrian, gồm một loạt các thay đổi nhanh chóng về tiến hóa, tạo ra tất cả các ngành lớn của các loài động vật hiện đại. Nguyên nhân của sự phát triển mạnh mẽ trong sự đa dạng của các hình thái sự sống này vẫn còn đầy tranh cãi. Động vật chân đốt, đại diện cho hàng loạt bọ ba thùy, là hệ động vật vượt trội nhất. Anomalocarid là một động vật ăn thịt dài tới 2 mét. Các sinh vật giống giun phát triển các cấu trúc chuyên hóa cao hơn và tiến bộ hơn, như hệ tuần hoàn của Hemichordata, bao gồm một tim cũng có chức năng như thận. acorn worm có một cấu trúc giống mang cá, tương tự với cá tiền sử, dùng để thở. Acorn worms do đó đôi khi được coi là mối liên kết giữa động vật có xương sống và động vật không xương sống. Pikaia, một động vật sống dưới nước và là động vật sớm nhất có dây sống, rất có thể là tổ tiên của tất cả ngành động vật có dây sống và động vật có xương sống. Lưỡng tiêm, một loài hiện nay vẫn còn tồn tại, nhận được một số đặc tính của động vật có dây sống nguyên thủy, và giống Pikaia theo nhiều cách. Conodont là một "động vật hình cá chình với chiều dài 4–20 cm" với đôi mắt lớn và bộ răng phức tạp. Những dấu chân đầu tiên trên mặt đất ta từng biết là vào khoảng 539 Ma, cho thấy những cuộc thám hiểm đầu tiên của động vật có thể còn trước cả thực vật bản địa. |
| 505 Ma     | Động vật có xương sống đầu tiên xuất hiện: bộ cá giáp, siêu lớp cá không hàm như Haikouichthys và Myllokunmingia. Chúng có bộ xương sụn bên trong, và thiếu bộ vây (phần xương ức và xương chậu) của các cá tiền sử cao cấp hơn. Chúng là tiền thân của Siêu lớp Cá xương, và có quan hệ với cá mút đá và Myxinidae (Hagfish) ngày nay. |
| 488 Ma     | Sự kiện tuyệt chủng đầu tiên trong bảy sự kiện trong suốt niên đại địa chất xảy ra vào thời gian chuyển giao Cambrian-Ordovician. |
| 475 Ma     | Thực vật nguyên thủy đầu tiên lên trên đất liền, đã tiến hóa từ tảo xanh sống dọc theo bờ hồ. Chúng phát triển từ nấm, và rất có thể thực vật và nấm đã sống cộng sinh với nhau; địa y là ví dụ điển hình cho những quan hệ cộng sinh như vậy nhưng một số nhà khoa học tin rằng đồng hồ phân tử là bằng chứng cho thấy thực vật đất liền và nấm đã xuất hiện sớm hơn và tin rằng nấm 1000 Ma ở kỷ Tonas của Đại Tân Nguyên Sinh và rằng thực vật đất liền đã xuất hiện ở đầu đó khoảng 700 Ma vào Kỷ Cryogen của Đại Tân Nguyên Sinh |
| 450 Ma     | Động vật chân đốt, với một bộ xương ngoài giúp cung cấp và ngăn mất nước, là loài động vật đầu tiên di chuyển lên đất liền. Một số con đầu tiên là Myriapoda (động vật nhiều chân và rết), theo sau là nhện và bọ cạp. Mười triệu năm tiếp theo, hai sự kiện tuyệt chủng Ordovician-Silurian xảy ra. Xảy ra đồng thời, những sự kiện này được xem là sự kiện tuyệt chủng hàng loạt thứ hai. Không lâu sau, những con cá có hàm đầu tiên, Placodermi, phát triển. Hàm của chúng tiến hóa từ mang hình vòng cung của chúng. Đầu và ngực của chúng được phủ bởi các miếng giáp ghép với nhau, trong khi phần còn lại của cơ thể bị bỏ vây hoặc để trần. |
| 410 Ma     | Bộ cá vây tay đầu tiên xuất hiện; bộ động vật này từng được xem là tuyệt chủng, cho tới khi những cá thể loài này được tìm thấy vào 1938. Nó thường được coi là hóa thạch sống. |
| 400 Ma     | Côn trùng lần đầu tiên tiến hóa, con silverfish không cánh, bọ đuôi bật (không còn được xem là côn trùng nữa), và bọ dài đuôi. Những con cá mập đầu tiên xuất hiện. |
| 385 Ma     | Eusthenopteron, mặc dù vẫn sống dưới nước, dẫn đến sự phát triển của động vật bốn chân với khả năng đi trên đất liền. |
| 375 Ma     | Tiktaalik là một chi của lớp Cá vây thùy từ hậu Devonian với rất nhiều đặc tính giống động vận bốn chân. |
| 370 Ma     | Cladoselache, một loại cá mập, là loài săn mồi tốc độ cao. |
| 365 Ma     | Tuyệt chủng hậu Devonian là sự kiện tuyệt chủng hàng loạt lần thứ ba. Những con côn trùng mới tiến hóa trên đất liền và trong nước ngọt từ myriapoda. Một vài loài Cá vây thùy phát triển chân và tiến hóa lên các động vật bốn chân: Ichthyostega, Acanthostega và Pederpes finneyae. Ban đầu ở dưới nước, sống ở chỗ nước ngọt đầm lầy, nông, những con cá này sử dụng vây như là mái chèo để di chuyển ở chỗ nước nông bị chặn lại bởi cây cối và đá sỏi—rất có thể là nguồn gốc của việc chi trước bẻ ra phía sau ở khuỷu và chi sau bẻ lên phía trước ở đầu gối. Cuối cùng, những động vật bốn chân này sử dụng chân sơ khai của chúng để đi lên đất liền trong khoảng thời gian ngắn, có thể là để săn côn trùng. Phổi và bóng khí tiến hóa. Động vật bốn chân nguyên thủy tiến hóa từ một loại cá với não hai thùy nằm trong hộp sọ phẳng, miệng rộng, và mũi ngắn, với mắt ở trên đầu cho thấy nó là động vật sống dưới đáy, và đã phát triển sự thích nghi của vây đối với đáy thịt và xương. "Hóa thạch sống" cá vây tay là một loại cá vây thùy có liên quan khác nhưng không có sự thích nghi về nước nông này. Động vật lưỡng cư ngày nay vẫn còn nhiều đặc tính của động vật bốn chân ban đầu. |
| 360 Ma     | Thực vật tiến hóa hạt, cấu trúc bảo vệ phôi thực vật và cho phép thực vật phát triển rộng rãi trên mặt đất. Sự hình thành hố thiên thạch Woodleigh (đường kính 100 km) và hồ Siljan (đường kính 40 km, Dalarna, Thụy Điển). |
| 360–286 Ma | Kỷ nguyên vàng của cá mập. |
| 350-251 Ma | Kỷ băng hà Karoo bắt đầu vào tiền Carboniferous và kết thúc vào kỷ Permian. Các dải băng đang phát triển ở Gondwanaland lần đầu tiên tập trung lại ở châu Phi và Nam Mỹ, và sau đó ở Ấn Độ và Úc, do sự thay đổi độ nghiêng trục quay. |
| 300 Ma     | Liên lục địa Pangaea hình thành và tồn tại trong 120 triệu năm; đây là lần cuối cùng tất cả các lục địa trên Trái Đất hợp lại thành một. Sự tiến hóa của trứng có màng tạo sự phát triển cho Amniota, các loài bò sát, mà có thể sinh sản trên đất liền. Côn trùng tiến hóa sự bay, và bao gồm một số các bộ các nhau (v.d. Palaeodictyoptera, Megasecoptera, Diaphanopterodea, và Protorthoptera) Chuồn chuồn vẫn tương tự rất nhiều các côn trùng trước đó. Rừng rộng lớn các cây thạch tùng, mộc tặc, và dương xỉ bao phủ đất liền; khi những cây này mục nát chúng sẽ hình thành nên than đá và dầu lửa. Thực vật hạt trần bắt đầu phát triển rộng rãi. Mè, thực vật tương tự cọ, lần đầu tiên xuất hiện. |
| 280 Ma     | Chuồn chuồn Meganeura monyi thuộc protodonata là một trong những con côn trùng lớn nhất từng tồn tại, với sải cánh khoảng 2 feet (60 cm). Động vật có xương sống bao gồm rất nhiều loài lưỡng cư Temnospondyli, Anthracosauria, và Lepospondyli và Anapsida sơ khai và Synapsida (v.d. Edaphosaurus) thuộc động vật trứng có màng. |
| 256 Ma     | Diictodon, Cistecephalus, Dicynodon, Lycaenops, Dinogorgon and Procynosuchus, là một vài trong số rất nhiều loài bò sát giống động vật có vú được biết đến từ Nam Phi và Nga. Pareiasaur là loài ăn cỏ vụng về. Archosauriformes đầu tiên. |
| 250 Ma     | Sự kiện tuyệt chủng Permian-Triassic làm tuyệt diệt 90% tất cả các loài sinh vật; sự kiện tuyệt chủng thứ tư này là sự kiện tuyệt chủng lớn nhất từng biết. Lystrosaurus là một động vật ăn cỏ phổ biến sống sót qua sự kiện tuyệt chủng. The Archosauria phân chia từ các động vật bò sát khác. Teleostei tiến hóa từ lớp cá vây tia, và cuối cùng trở thành lớp cá chiếm ưu thế. Oxy trong khí quyển, ở 10%, bằng một phần ba mức ban đầu, do đó các động vật với hệ thống túi khí thở thích nghi tốt (hệ hô hấp của chim ngày nay minh họa cho hệ thống túi khí thở). Một vài bào tử của giống vi khuẩn Bacillus 2-9-3 (Sali bacillus marismortui) bị bẫy trong các tinh thể muối được biết trong các muối mỏ ở New Mexico. Chúng phát triển trở lại vào năm 2000 SCN và đã phân chia nhanh chóng và trở thành sinh vật sống lâu nhất trên Trái Đất. |

#### Đại Trung sinh
| Sự kiện    | Thời điểm |
| ---------- | --- |
| 220 Ma     | Khí hậu rất khô, và các sinh vật thích nghi được trở nên phổ biến: Archosauria và Cây hạt trần. Archosauria chia thành cá sấu, khủng long, và thằn lằn bay. Lớp Một cung bên tiến hóa thành các thủy tổ của động vật có vú, therapsids, và cụ thể hơn là eucynodonts. Lúc đầu, chúng nhỏ và giống chuột chù. Tất cả các động vật có vú có tuyến sữa cho con, và chúng giữ thân nhiệt ổn định. Cũng vậy, một trong một cặp nhiễm sắc thể thường nhận được gen SRY (phát triển từ gen SOX3 của nhiễm sắc thể X) để trở thành nhiễm sắc thể Y, mà vẫn đang giảm về chiều dài. Cây hạt trần (chủ yếu là ngành thông) là thực vật đất liền chiếm ưu thế. Động vật ăn thực vật sẽ phát triển thành kích thước khổng lồ trong thời kì chiếm ưu thế của ngành thông để có đủ không gian cho ruột lớn nhằm tiêu hóa lượng thức ăn nghèo nàn lấy từ ngành thông. |
| 208-144 Ma | Sự phát triển rộng rãi lần thứ hai của cá mập. |
| 200 Ma     | Sự kiện tuyệt chủng hàng loạt lần thứ năm xảy ra ở thời kì chuyển giao Trias-Juras. Bò sát dưới biển bao gồm Ichthyosaurvà Plesiosaur. Ammonite và belemnite phát triển mạnh. Khủng long sống sót qua sự kiện tuyệt chủng và phát triển thành kích thước lớn, nhưng thecodont, hay bò sát "răng lỗ", tuyệt chủng. Các loài lưỡng cư hiện đại tiến hóa: Lissamphibia; bao gồm Bộ không đuôi (ếch), Urodela (kỳ nhông), và Caecilian. Geminiviridae, một nhóm phong phú các virus, có thể bắt nguồn từ thời kì này hoặc sớm hơn. |
| 180 Ma     | Liên lục địa Pangaea bắt đầu chia thành một vài khối đất liền. Khối lớn nhất là Gondwana, tạo thành từ các khối đất liền mà bây giờ là Châu Nam Cực, Châu Úc, Nam Mỹ, Châu Phi, và Ấn Độ. Châu Nam Cực vẫn còn là đất rừng. Bắc Mỹ và Đại lục Á Âu vẫn còn liền nhau, hình thành liên lục địa phía bắc, Laurasia. Sự hình thành loài diễn ra do rào chắn nước tạo ra sau sự kiện phân chia. Động vật có vú thực sự xuất hiện lần đầu tiên, từ thủy tổ mammaliform. |
| 164 Ma     | Động vật có vú sống dưới nước cổ nhất, Castorocauda lutrasimilis, là tiền thân của các loài động vật có vú hiện đại như thú mỏ vịt và thú lông nhím (tức là động vật đơn huyệt, được xem là bộ có vú nguyên thủy nhất). |
| 160 Ma     | Dài 3 mét, Quan long ngũ sắc (Guanlong wucaii) - nghĩa là rồng có mào ngũ sắc, tỉnh Tân Cương ở Tây Bắc Trung Quốc, là loài cổ nhất. |
| 150 Ma     | Khủng long khổng lồ trở nên phổ biến và đa dạng - Brachiosaurus, Apatosaurus, Stegosaurus, Allosaurus, cùng với những dạng nhỏ hơn như Ornitholestes và Othnielosaurus. Chim tiến hóa từ khủng long Theropoda. Archaeopteryx là một tổ tiên của loài chim, với móng, lông vũ nhưng không có mỏ. |
| 135 Ma     | Loài khủng long mới Iguanodon, Hylaeosaurus, v.v., xuất hiện sau sự tuyệt chủng của các hình thái Juras. Microraptor, một con khủng long dài 77 cm ở Liêu Ninh, Đông Bắc Trung Quốc, có cánh lông vũ giống chim với bốn chi. |
| 133 Ma     | Shenzhouraptor sinensis, một loài chim nguyên thủy tìm thấy ở Yixian Formation ở đông bắc Trung Quốc, ăn hạt. Loài này có cánh to, khỏe và cũng có đuôi dài, nhiều xương găm, giống nhiều con khủng long khác. |
| 130 Ma     | Cây hạt kín tiến hóa thêm hoa, các cấu trúc nhằm thu hút côn trùng và các loài động vật khác để phát tán phấn hoa. Sự sáng tạo này của cây hạt kín gây nên một sự bùng nổ lớn trong sự tiến hóa và đồng tiến hóa của động vật. |
| 128 Ma     | Một con tyrannosaur sơ khai là Di Long (dilong) ở tỉnh Lioning Trung Quốc. Có lông vũ và cơ thể nhỏ dài 1,5 mét. |
| 125 Ma     | Eomaia scansoria, lớp phụ thú có nhau thuộc động vật có vú, dẫn tới sự hình thành các động vật có vú có nhau hiện đại. Trông nó giống một con chuột sóc, leo trèo những cây bụi ở Liêu Ninh, Trung Quốc. Con Psittacosaurus với mỏ vẹt là một thủy tổ của khủng long có sừng sau đó. |
| 123 Ma     | Sinornithosaurus là một con khủng long ở Liêu Ninh, Trung Quốc mà có lông vũ nguyên thủy không dùng để bay. Những con khủng long khác có lông vũ là Sinosauropteryx (lông vũ nguyên thủy nhất, cấu trúc ống đơn giản nhất) và Changchanornis. Các loài khủng long khác bao gồm Polacanthus (loài ăn thực vật có giáp) và Eotyrannus (tyrannosaur ban đầu). Sự tiến hóa của chim vẫn tiếp tục, với một vài chủng tồn tại (v.d. Confuciusornis và Yanornis). |
| 110 Ma     | Sarcosuchus, tám tấn, dài 12 m, đầu dài 2 m, là loài cá sấu lớn nhất. Khủng long ăn thịt bao gồm "loài chim ăn thịt" Deinonychus và khủng long lưng buồm Spinosauridae, loài ăn cỏ bao gồm động vật có chân thằn lằn cao nhất từng biết Sauroposeidon, con iguanodont mũi phồng Altirhinus và loài có giáp Sauropelta. Gansus yumenensis, chim hiện đại sơ khai nhất từng biết, sống ở nơi mà ngày nay là Trung Quốc. |
| 100 Ma     | Con khủng long theropod khổng lồ Carcharodontosaurus và Giganotosaurus còn to hơn cả Tyrannosaurus. |
| 88 Ma      | Sự tách ra của khối đất liền Indo-Malagasy. |
| 80 Ma      | Rất nhiều loại khủng long có chân thằn lằn, mỏ vịt, có sừng và ăn thịt; nửa số khủng long đã biết là từ 20 Ma cuối Đại Trung Sinh, sau sự nổi lên của cây hạt kín. Ấn Độ bắt đầu di chuyển vào Đại lục Á-Âu. |
| 75 Ma      | Oviraptor là một trong những con khủng long giống chim nhất trong những con khủng long không phải chim. Tổ tiên phổ biến cuối cùng của loài người và chuột. Con Hesperornithes và Ichthyornithes, chim có răng đã tuyệt chủng, chu du qua đại dương Bắc Bán Cầu. |
| 67 Ma      | Vegavis iaai, Loài chim cổ nhất từng biết có thể đưa được vào một nhóm vẫn đang phát triển ngày nay, sống trên các bờ biển Nam Cực. Nó thuộc loài Presbyornithidae, một loại ngỗng cao cẳng. |